# Martín González (Carolina)
Martín González es un barrio ubicado en el municipio de Carolina en el estado libre asociado de Puerto Rico. En el Censo de 2010 tenía una población de 24662 habitantes y una densidad poblacional de 2.617,39 personas por km².

## Geografía
Martín González se encuentra ubicado en las coordenadas 18°22′35″N 65°58′25″O / 18.37639, -65.97361. Según la Oficina del Censo de los Estados Unidos, Martín González tiene una superficie total de 9.42 km², de la cual 9.18 km² corresponden a tierra firme y (2.61%) 0.25 km² es agua.

## Demografía
Según el censo de 2010, había 24662 personas residiendo en Martín González. La densidad de población era de 2.617,39 hab./km². De los 24662 habitantes, Martín González estaba compuesto por el 61.96% blancos, el 24.54% eran afroamericanos, el 0.88% eran amerindios, el 0.35% eran asiáticos, el 0.01% eran isleños del Pacífico, el 8.76% eran de otras razas y el 3.51% pertenecían a dos o más razas. Del total de la población el 98.95% eran hispanos o latinos de cualquier raza.